# 88P/Howell
88P/Howell, o cometa Howell, è una cometa periodica appartenente alla famiglia delle comete gioviane.

## Orbita
Prima del 1585 seguiva un'orbita molto diversa da quella attuale, a partire dal 1978 a seguito di un passaggio ravvicinato al pianeta Giove ha cominciato a seguire l'attuale orbita. La cometa attualmente oltre ad avere passaggi abbastanza ravvicinati a Giove ha anche una piccola MOID col pianeta Marte che lo porterà il 13 settembre 2031 a passare a 0,0742 UA, poco più di 10 milioni di km, da questo pianeta.